# Episodi di Chocotto Sister
Questa è la lista completa degli episodi della serie animata Chocotto Sister trasmessa in Giappone dalla Kids Station grazie alla produzione dello studio Nomad. In Italia la serie è ancora inedita.
| Nº | Titolo italiano Giapponese 「Kanji」 - Rōmaji | In onda           | In onda  |
| Nº | Titolo italiano Giapponese 「Kanji」 - Rōmaji | Giapponese        | Italiano |
| 1  | Il regalo è una sorella minore? 「プレゼントは妹？」 - Purezento wa imōto? | 12 luglio 2006    | Inedito  |
| 1  | La mattina di Natale, Haruma Kawagoe riceve la visita di una "Babbo Natale" in moto che gli recapita il regalo che lui aveva chiesto tanti anni prima: una sorellina. Dopo le prime perplessità Haruma si affeziona alla bambina, decide di tenerla con sé e le dà il nome di Choco. I due passano il pomeriggio ai grandi magazzini per acquistare degli abiti adatti a lei, ma improvvisamente Choco si perde e quando il fratello la ritrova, prorompe in un pianto disperato. Haruma per calmare la bambina le regala la spilla che aveva acquistato per Ayano Sonozaki, la bella fioraia che ha il negozio proprio di fronte a casa sua. |                   |          |
| 2  | Il primo Capodanno 「はじめてのお正月」 - Hajimete no oshougatsu | 19 luglio 2006    | Inedito  |
| 2  | È il primo dell'anno e Choco vuole vivere quel giorno (che vede per la prima volta nella sua vita) in maniera completa, così il fratello la porta al tempio a pregare. Il giorno dopo la padrona di casa e amministratrice, dà la notizia che intende lasciare il lavoro. Di lì a poco arriverà la nipote a sostituirla. La padrona di casa è molto gentile con Choco e le regala i soldi per comprarsi un diario su cui annotare tutte le sue avventure. |                   |          |
| 3  | È arrivata la nuova amministratrice 「管理人さんがやってきた」 - Kanrinin-san ga yatte kita | 26 luglio 2006    | Inedito  |
| 3  | Mentre Haruma è all'università, arriva Chitose Serikawa, la nuova amministratrice, una ragazza che porta gli occhiali e per questo ha il complesso di non essere carina. Choco l'aiuta a ritrovare la strada visto che Chitose ha un pessimo senso dell'orientamento e l'aiuta anche a recuperare la chiave dell'ufficio che aveva perduto. Al suo ritorno Haruma rimane colpito dalla ragazza: lui trova che gli occhiali le stiano benissimo. |                   |          |
| 4  | Giorno nero di San Valentino 「ラック・バレンタインデー」 - Burakku・Barentaindē | 2 agosto 2006     | Inedito  |
| 4  | È il giorno di San Valentino e l'amministratrice Chitose, che si è presa una cotta per Haruma, vorrebbe regalargli il tradizionale dolce di cioccolato e passa la giornata a pensare come regalarglielo visto che è molto timida. Haruma dopo l'università si ferma nel pomeriggio al supermercato per un piccolo lavoretto extra procuratogli da Tamami, una sua sempai, e si ritrova a ventere una grande quantità di cioccolato a metà prezzo. Quando la sera tardi arriva a casa, confida a Chitose di non potere più sopportare la vista del cioccolato e lei deve rinunciare a fargli il regalo. |                   |          |
| 5  | A comprare un reggiseno 「ブラジャーを買いに」 - Burajyā wo kai ni | 9 agosto 2006     | Inedito  |
| 5  | Choco vede casualmente il reggiseno di Chitose e ne vuole uno anche lei, così con un imbarazzatissimo Haruma lo va a comprare. Certo il reggiseno non è grande come quello di Chitose, che ha un seno prorompente, ma a Choco piace lo stesso, perché gliel'ha comprato il suo fratellino. Il giorno dopo Choco va a pranzare a casa di Chitose e la vicina di casa Makoto Ashirai, completamente ubriaca, e troppo stanca per prepararsi da mangiare, dopo avere molestato Chitose riesce a farsi invitare anche lei. Il pranzo rinsalda l'amicizia tra le due donne e la bambina e La sera l'amministratrice trova il coraggio di invitare a cena anche Haruma. |                   |          |
| 6  | Lezioni nel bagno pubblico facili da capire 「よくわかる銭湯講座」 - Yuko wakaru sentō kōza | 16 agosto 2006    | Inedito  |
| 6  | Tamami-sempai affibbia un altro lavoro al povero Haruma che non riesce a rifiutare e come compenso gli dà due biglietti per la première di un film di un grande regista italiano. Haruma trova il coraggio per invitare la bella Ayano, per la quale ha un'infatuazione, alla première. Intanto Choco ai giardini pubblici incontra per la prima volta Kakeru, un bambino della sua età. La sera il quartiere è senz'acqua corrente per lavori e Haruma e Choco sono costretti ad andare ai bagni pubblici dove la bambina incontra di nuovo Kakeru, che sta alla cassa e per la prima volta Midori, una ragazza che le insegna come ci si deve comportare in quei locali. |                   |          |
| 7  | Allegro, abbattuto, depresso 「ウキウキ、ガックリ、しょんぼり」 - Ukiuki, gakkuri, shonbori | 23 ottobre 2006   | Inedito  |
| 7  | Ayano e Haruma vanno alla première, tra lo sconforto di Choco che vorrebbe andarci pure lei. Prima della proiezione del film, avviene però un fatto strano: la famosissima top model Arisa Otokami porta un mazzo di fiori al regista sul palco, poi si gira verso il pubblico e strizza l'occhio a Haruma come se lo conoscesse. Dopo lo spettacolo Harum invita Ayano a cena e Chitose li vede di nascosto. La ragazza, nel vedere il ragazzo per cui prova una forte attrazione uscire con un'altra è molto triste e passa la sera ad ubriacarsi con Makoto. Haruma passa una sera indimenticabile, ma non sa che Ayano è in realtà fidanzata con un altro ragazzo, anche se il loro rapporto è in crisi. Il giorno dopo Haruma rimane coinvolto nell'ennesimo lavoro procuratogli da Tamami-sempai ed è costretto a rientrare molto tardi. Choco si sente trascurata dal fratello e passa la sera a casa di Chitose, anche lei triste per lo stesso motivo, ma Haruma, al suo ritorno, si farà perdonare portando un regalo ad entrambe. |                   |          |
| 8  | Corrente d'aria 「すきまカゼ」 - Sukima kaze | 30 agosto 2006    | Inedito  |
| 8  | Ayano è triste perché il suo fidanzato vuole rompere il fidanzamento e andarsene dalla città. Passa quindi la sera a bere birra con Haruma fino ad essere completamente ubriaca. Haruma la accompagna a casa semiaddormentata e sentendola parlare nel sonno capisce che lei ama un altro. Choco aspetta il fratello fino a tardi e quando Haruma ritorna a casa si è addormentata ancora vestita. Il giorno dopo la bambina ha la febbre e Haruma disperato chiede aiuto a Chitose che gli procura le medicine. Haruma sa di avere trascurato la sorellina, che ha una grande paura di essere abbandonata da lui e la sera per farla stare tranquilla, le tiene la mano fino a che non si addormenta. |                   |          |
| 9  | Bocciolo d'amore 「恋のつぼみ」 - Koi no tsubomi | 6 settembre 2006  | Inedito  |
| 9  | Haruma da qualche giorno evita il negozio di fiori di Ayano, ma un giorno vedendo il suo ragazzo che litiga con lei per riavere l'anello di fidanzamento, interviene per difenderla. Haruma in seguito gli racconta la sua storia a per ringraziarlo gli regala una pianta fiorita. Haruma va al supermercato per comprare un annaffiatoio e Chitose, vedendo quanto lui tiene alla pianta di Ayano, diventa molto triste. |                   |          |
| 10 | Verso una calda primavera! 「Let's 温泉！」 - Let's Onsen! | 13 settembre 2006 | Inedito  |
| 10 | Chitose e Choco vincono il primo premio di una lotteria: un soggiorno alle terme per quattro persone, così loro due con Haruma e Makoto partono per la breve vacanza. Purtroppo Makoto deve rinunciare all'ultimo momento per un improrogabile impegno del suo misterioso lavoro e così un'imbarazzatissima Chitose rimane con i due fratelli. Una volta arrivati alle terme, a Haruma pare di vedere Ayano. |                   |          |
| 11 | Fine di un amore 「恋、去りぬ」 - Koi, sarime | 20 settembre 2006 | Inedito  |
| 11 | Effettivamente anche Ayano è alle terme e Haruma la vede mentre sta gettando il suo anello di fidanzamento giù da una cascata. Haruma capisce però che lei è ancora innamorata del suo ex fidanzato e le suggerisce di non arrendersi, ma di tentare ancora di riconquistarlo. Ayano lo ringrazia, ma mentre si allontana Haruma pensa tra sé di essere uno stupido, perché quello che si è arreso è proprio lui. Choco e l'amministratrice non hanno visto nulla dell'episodio, ma Chitose vede che da quel momento il ragazzo è troppo allegro e ride per un nonnulla, come se si sforzasse di non scoppiare a piangere. |                   |          |
| 12 | Un acquazzone, e poi... 「どしゃ降り、そして――」 - Doshaburi, soshite―― | 27 settembre 2006 | Inedito  |
| 12 | Ayano grazie al suggerimento di Haruma è tornata assieme al suo ragazzo e presto si sposerà. Haruma è disperato anche se tenta di non darlo a vedere, ma Choco capisce che c'è qualcosa che non va. Makoto le spiega quello che ormai tutti avevano capito: Haruma è innamorato di Ayano, ma lei ha scelto un altro. La bambina scrive quindi una lettera a Ayano raccontandole tutto e quando il fratello lo scopre va su tutte le furie. Alla fine però, dopo aver letto il diario di Choco mentre lei dormiva, Haruma capisce che la sorella dopo tutto era soltanto preoccupata per lui e commosso scrive sul diario una frase di ringraziamento. |                   |          |
| 13 | La prima volta di Yuri-pyon 「はじめてのゆりぴょん」 - Hajimete no Yuri Pyon | 4 ottobre 2006    | Inedito  |
| 13 | Yurika Hanayamada è una ragazzina un po' viziata che vive in una grande villa circondata dalla servitù. Quello che vorrebbe è un po' di tempo libero per sé, oberata com'è dalle mille attività che i genitori la spingono ad intraprendere, per questo elude la sorveglianza del suo autista e scappa, aiutata da Choco che passava di lì per caso. In seguito Yuri va a trovare Choco per conoscerla meglio: certo ha una casa piccolissima e non ha tanti soldi come lei, ma Choco ha una cosa che Yuri non ha ancora: un reggiseno! Grazie a Choco che glielo presta, Yuri per la prima volta riesce ad indossarne uno. |                   |          |
| 14 | "Micio-miao" e reggiseni 「ねこにゃんとブラジャー」 - Neko nyan to Burajyā | 11 ottobre 2006   | Inedito  |
| 14 | Choco passa vicino ad un asilo dove i bambini stanno ballando il "Micio-miao" ("Neko-nyan"), un ballo molto famoso che tutte le mattine viene ballato dalla idol Eriko Odawara in TV. Choco passa a giocare all'asilo tutta la giornata. Intanto i genitori di Yuri le hanno finalmente comprato un reggiseno e lei lo vuole fare vedere alla sua nuova amica Choco, per dimostrarle che il suo è il più bello. Purtroppo si intromette anche Makoto, che per poterlo vedere anche lei, mostra prima il suo, tra lo sconforto di Yuri, che essendo ancora una bambina non ha ancora un seno grande come quello della ragazza. La sera Makoto, non contenta, dal momento che ormai ha visto tutti i reggiseni del condominio tranne quello dell'amministratrice, molesta Chitose fino a che non la costringe a mostrarglielo. |                   |          |
| 15 | Alla piscina "Japun"! 「プールDEじゃぷん！」 - Pūru DE Japun! | 18 ottobre 2006   | Inedito  |
| 15 | Tamami-sempa propone un altro lavoro a Haruma fare il bagnino una domenica in una vicina piscina. In cambio Haruma ottiene biglietti di entrata gratis, così Choco e Chitose possono farsi una nuotata rinfrescante. Intanto ai giardini pubblici Yuri incontra la per prima volta Kakeru, che la salva da un cane randagio. La giornata è parecchio movimentata (culmina con un grande karaoke con la canzone "Micio-miao" che sta diventando un tormentone) e la sera Choco è talmente stanca che il fratello la deve portare sulle spalle fino a casa. Chitose si rende sempre più conto di essere innamorata di lui. |                   |          |
| 16 | Festival d'estate "Dokiwaki" 「ドキワク夏祭り」 - Dokiwaki natsumatsuri | 25 ottobre 2006   | Inedito  |
| 16 | Haruma, Choco e Chitose vanno alla festa del tempio, con tante attrazioni e fuochi artificiali. Choco invita anche Yuri, che inizialmente rifiuta (è una festa per gente comune) ma poi ci va lo stesso, accompagnata dalla sua cameriera personale. Alla festa si incontrano tutti i personaggi dell'anime: Tamami-sempai che vende cibo in bikini per attirare i clienti, Kakeru che aiuta Choco quando si perde tra la folla, Midori (la ragazza del bagno pubblico) che fa una gara con Makoto a chi riesce a bere di più. Choco prende per mano Kakeru senza rendersi conto del suo turbamento (e suscitando la gelosia di Yuri a cui Kakeru piace molto), e la stessa cosa fa Haruma con Chitose: lui non se ne accorge, ma per la ragazza è il realizzarsi di un sogno. |                   |          |
| 17 | Un rumoroso party del tè 「ドタバタ☆ティーパーティー」 - Dotabata tīpātī | 1º novembre 2006  | Inedito  |
| 17 | Yuri invita Choco ad un party del te, sperando che lei inviti anche Kakeru. Invece Choco si presenta con i suoi piccoli amici dell'asilo, con il disappunto di Yuri. Con tutti quei bambini la festa è parecchio movimentata: Yuri inizialmente è parecchio arrabbiata, ma alla fine si rende conto di essersi divertita. |                   |          |
| 18 | Cantiamo la canzone "miao"! 「Let's にゃんシング！」 - Let's nyan shingu! | 8 novembre 2006   | Inedito  |
| 18 | Choco vuole videoregistrare lei e i suoi amici mentre ballano il "Micio-miao", per partecipare al concorso indetto da una stazione televisiva, quindi riesce a convincere il fratello Haruma, l'amministratrice Chitose, la vicina Makoto, Yuri e Kakeru a darle una mano. Inizialmente Yuri non ne vuole sapere di partecipare, ma vedendo che c'è anche Kakeru alla fine acconsente. A Yuri piace molto Kakeru, ma durante la registrazione del video si rende conto che lui non ha occhi che per Choco: tra l'allegria generale lei diventa molto triste. Chitose è molto emozionata di fare qualcosa assieme a Haruma e alla fine della giornata gli confessa di considerare Choco come una sorellina acquisita, restando poi imbarazzata dalle sue stesse parole. |                   |          |
| 19 | La malinconia della idol 「アイドルの憂鬱」 - Aidoru no yūutsu | 15 novembre 2006  | Inedito  |
| 19 | Contrariamente a tutti gli altri giorni, quella mattina Eriko Odawara non è in TV per ballare il "Micio-miao". La giovane idol è stanca del suo lavoro e del "Micio-miao" perché vorrebbe diventare come la famosa top model Arisa Otokami di cui è una grandissima fan. Scappa quindi prima della trasmissione, ma durante la sua fuga incontra Makoto, che la riconosce e la invita nel suo appartamento, dove Eriko scopre con sgomento che la ragazza è proprio Arisa Otokami anche se riesce a tenere nascosta la sua identità. Makoto le racconta cosa l'ha spinta a diventare una modella e convince Eriko a ritornare al suo lavoro, per fare felici tutti i bambini. |                   |          |
| 20 | Il mio gattino 「あたしのにゃんこ」 - Atashi no nyanko | 22 novembre 2006  | Inedito  |
| 20 | Dopo l'esperienza del "Micio-miao" Choco vorrebbe un gattino e ne "adotta" uno che si è rifugiato in un magazzino abbandonato e che chiama Kuro. Ma quello che la bambina crede sia un cucciolo di gatto, è invece una pantera nera fuggita da una gabbia. Choco e l'animale diventano grandi amici e dopo il primo spavento anche Yurika e Kakeru si affezionano alla pantera a le portano il cibo. Purtroppo una notte Kuro viene investito da un'automobile e muore, e a Choco non resta che piangere disperatamente. |                   |          |
| 21 | Andiamo al luna park! 「Let's 遊園地！」 - Let's yūenchi! | 29 novembre 2006  | Inedito  |
| 21 | Per risollevarla dalla tristezza, la domenica successiva Haruma accompagna Choco al luna park assieme a Chitose e all'immancabile Makoto. Anche per il vicino di casa Yasuoka quella domenica è speciale: è il giorno in cui va al cimitero a trovare la moglie e la figlia, morte in un incidente d'auto mentre andavano al parco divertimenti. Choco passa una giornata bellissima e dimentica la malinconia, inoltre aiuta una bambina che si era perduta a ritrovare la mamma. Madre e figlia stanno aspettando il papà della basmbina, che ogni anno le viene a trovare e sono contente che lui pensi sempre a loro. |                   |          |
| 22 | Il primo padrone 「はじめての御主人様」 - Hajimete no goshujinsama | 6 dicembre 2006   | Inedito  |
| 22 | Tamami-senpai convince Haruma ad aiutarla nell'organizzazione del "maid-caffè" durante la festa dell'università. Vengono coinvolte anche Choco e Chitose che travestite da cameriere servono ai tavoli riscuotendo un enorme successo con gli avventori, tra cui Kakeru, Yurika e la sua cameriera (l'unica vera "maid" presente). Durante la festa arriva però una cugina di Haruma e lui è costretto a negare che Choco sia sua sorella, per non doverle dare complicate spiegazioni. Choco si allontana pensierosa e capisce che se Haruma non ha sorelle minori, allora lei non esiste. La puntata termina con Choco che svanisce sotto gli occhi di un'attonita Yurika: di lei rimane solamente il costume da "maid" che cade a terra vuoto. |                   |          |
| 23 | Desiderio 「願い」 - Negai | 13 dicembre 2006  | Inedito  |
| 23 | Choco è sparita dalla memoria di tutti quanti, anche se ognuno dei protagonisti della storia sente che gli sta mancando qualcosa. Haruma trova il diario di Choco: ovviamente è bianco, visto che la bambina non è mai esistita, ma in una pagina ritrova le parole di ringraziamento che lui aveva scritto tanto tempo prima e allora improvvisamente ricorda tutto. Disperato cerca la sorella per tutta la città, ma nessuno sembra conoscerla, fino a quando si rifugia nella preghiera. Improvvisamente arriva Chitose e gli dice che Choco lo sta aspettando in camera sua come al solito. Tutto è ritornato come prima, ma adesso Haruma sa cosa la sorellina significhi per lui. |                   |          |
| 24 | Buon Natale 「ハッピー・クリスマス」 - Happī kurisumasu | 20 dicembre 2006  | Inedito  |
| 24 | È la vigilia di Natale e Choco e Chitose preparano dei dolcetti da regalare a tutti gli amici. Choco porta un dolcetto anche nel magazzino dove si era rifugiato Kuro prima di morire. La pantera, ovunque essa sia, probabilmente dividerà il dolce con la bambina del luna park, morta anche lei tanto tempo prima. Anche la "Babbo Natale" (in attesa di iniziare il suo duro lavoro) riceve un dolcetto da Choco: tutto è pronto per la grande festa che si terrà nell'appartamento di Choco e Haruma a cui sono invitati tutti gli amici. |                   |          |